# Pi Puppide
Pi puppidele sunt o ploaie de meteori asociată cometei periodice 26P/Grigg-Skjellerup.

## Observare
Ploaia de meteori este vizibilă în jurul datei de 23 aprilie, dar doar în anii din vecinătatea datei trecerii la periheliu a cometei precursoare / a corpului părinte, ultima fiind în 2003. Totodată, cum planeta Jupiter a respins de atunci periheliul cometei dincolo de orbita terestră, intensitatea ploii de meteori poate fi modificată puternic. În 2008 cometa s-a reînvecinat cu Pământul. 
Pi puppidele își au denumirea din faptul că radiantul lor este situat în constelația Pupa, la câteva grade spre sud de steaua Pi Puppis, la o ascensie dreaptă de circa 7h 20m și o declinație de -45 de grade. Acest fapt o face vizibilă doar observatorilor cerului austral.
Aceste ploi de meteori au fost descoperite în 1972 și au fost observate cam la fiecare 5 ani, la fiecare trecere la periheliu a cometei, dar adesea cu o intensitate slabă.
În anii 1977 și 1982, indicele ZHR a fost de 40 de meteori pe oră.